# Префиксное дерево

Бор, содержащий ключи «A», «to», «tea», «ted», «ten», «i», «in», «inn»

Префиксное дерево (также бор, луч, нагруженное дерево, англ. trie) — структура данных, позволяющая хранить ассоциативный массив, ключами которого чаще всего являются строки. Представляет собой корневое дерево, каждое ребро которого помечено каким-то символом так, что для любого узла все рёбра, соединяющие этот узел с его сыновьями, помечены разными символами. Некоторые узлы префиксного дерева выделены (на рисунке они подписаны цифрами) и считается, что префиксное дерево содержит данную строку-ключ тогда и только тогда, когда эту строку можно прочитать на пути из корня до некоторого (единственного для этой строки) выделенного узла. В некоторых приложениях удобно считать все узлы дерева выделенными.
Таким образом, в отличие от бинарных деревьев поиска, ключ, идентифицирующий конкретный узел дерева, не явно хранится в данном узле, а задаётся положением данного узла в дереве. Получить ключ можно выписыванием подряд символов, помечающих рёбра на пути от корня до узла. Ключ корня дерева — пустая строка. Часто в выделенных узлах хранят дополнительную информацию, связанную с ключом, и обычно выделенными являются только листья и, возможно, некоторые внутренние узлы.

## Операции над префиксным деревом
Выделяют три основные операции над префиксным деревом: проверка наличия ключа в дереве, удаление ключа из дерева и вставка нового ключа (возможно, с какой-то дополнительной связанной информацией). Каждая из этих операций реализуется с помощью спуска по дереву из корня, но эффективность такой операции напрямую зависит от организации навигации по узлам. Для последующего анализа различных подходов к этой проблеме обозначим через {\displaystyle n} длину строки, которую запрашивают/удаляют/вставляют, а через {\displaystyle \sigma } обозначим размер алфавита, то есть количество различных символов на рёбрах данного префиксного дерева. Пусть данный узел {\displaystyle x} имеет {\displaystyle k} сыновей (при этом {\displaystyle k\leq \sigma }). Обозначим через {\displaystyle x_{1},x_{2},\ldots ,x_{k}} ссылки на этих сыновей, а через {\displaystyle a_{1},a_{2},\ldots ,a_{k}} — символы, которые помечают рёбра, соединяющие {\displaystyle x} с соответствующими сыновьями.
1. Наиболее простой способ организовать навигацию в {\displaystyle x} — хранить динамический массив пар {\displaystyle (a_{i},x_{i})}. При таком подходе все три операции выполняются за {\displaystyle O(n\sigma )}. Если же вставка и удаление не используются, то лучше отсортировать пары по ключу {\displaystyle a_{i}} и тогда операцию проверки наличия ключа в префиксном дереве можно будет выполнять за {\displaystyle O(n\log \sigma )} с помощью бинарного поиска в узлах.
2. Можно добиться времени выполнения {\displaystyle O(n\log \sigma )} для всех трёх операций, если хранить пары {\displaystyle (a_{i},x_{i})} отсортированными по ключу {\displaystyle a_{i}} в каком-либо сбалансированном бинарном дереве поиска, например, в красно-чёрном дереве или АВЛ-дереве. В большинстве языков программирования реализация какого-то сбалансированного дерева поиска входит в стандартную библиотеку в виде ассоциативного массива.
3. Другой популярный способ организации навигации в {\displaystyle x} — хранить пары {\displaystyle (a_{i},x_{i})} по ключу {\displaystyle a_{i}} в хеш-таблице. При таком подходе все три операции выполняются за ожидаемое время {\displaystyle O(n)} (в то время как два предыдущих варианта имеют гарантированное время выполнения). Во многих языках программирования хеш-таблицы входят в стандартную библиотеку. Можно ещё улучшить временные гарантии, заменив хеш-таблицу хешированием кукушки или другой аналогичной структурой: такой хеш позволяет выполнять запрос и удаление ключей за гарантированное время {\displaystyle O(n)} и только лишь вставка выполняется за ожидаемое время {\displaystyle O(n)}.

## Сжатое префиксное дерево
Рассмотрим префиксное дерево, содержащее все суффиксы строки {\textstyle \underbrace {aa\cdots a} _{k{\text{ раз}}}b\underbrace {aa\cdots a} _{k{\text{ раз}}}b}, имеющей длину {\displaystyle n=2k+2}. Это дерево имеет не менее {\displaystyle k^{2}=\Theta (n^{2})} узлов и занимает, таким образом, {\displaystyle \Theta (n^{2})} памяти. В данном примере такое расточительное потребление памяти вызвано наличием большого числа узлов, обладающих лишь одним сыном. Для борьбы с этой проблемой Дональдом Моррисоном была разработана модификация префиксного дерева, называемая сжатое префиксное дерево (также встречаются варианты компактное префиксное дерево, базисное дерево, сжатый бор, компактный бор, сжатый луч, сжатое нагруженное дерево; сам Моррисон называл свою структуру «PATRICIA tree» и это название до сих пор иногда встречается). 

### Определение и способы хранения

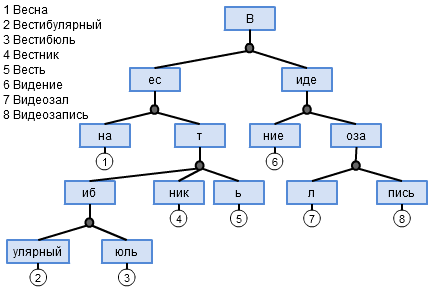
Пример сжатого префиксного дерева для русского языка.

Сжатое префиксное дерево, содержащее заданные строки {\displaystyle s_{1},s_{2},\ldots ,s_{k}}, — это минимальное по числу узлов дерево, каждое ребро которого помечено непустой строкой (а не символом, как в обычном префиксном дереве) так, что любая строка {\displaystyle s_{i}} может быть прочитана на пути из корня до какого-то (выделенного) узла, и для любого узла первые символы на всех метках на рёбрах узел-сын различны. Например, изображённое на рисунке сжатое префиксное дерево содержит восемь слов русского языка и выделенными узлами в нём являются только листья.
Сжатое префиксное дерево получается из обычного префиксного дерева, содержащего ключи {\displaystyle s_{1},s_{2},\ldots ,s_{k}}, путём последовательного удаления каждого узла (кроме корня), который имеет лишь одного сына и не является выделенным, при этом отец и сын удаляемого узла соединяются и образовавшееся ребро помечается строкой, полученной соединением меток на рёбрах отец-узел и узел-сын (хотя такой метод построения сжатого префиксного дерева не рекомендуется[кем?]). 
Эффективность сжатого префиксного дерева проистекает из способа представления меток на рёбрах. Поскольку каждая метка {\displaystyle t} является подстрокой какой-то строки {\displaystyle s_{h}}, можно представить {\displaystyle t} с помощью тройки чисел {\displaystyle (h,i,j)}, где {\displaystyle s_{h}[i..j]=t} (здесь {\displaystyle s_{h}[i..j]} обозначает подстроку строки {\displaystyle s_{h}}, начинающуюся в позиции {\displaystyle i} и заканчивающуюся в позиции {\displaystyle j}). Если все строки {\displaystyle s_{h}} являются подстроками какой-то одной заданной строки {\displaystyle s}, то метки можно представлять парами чисел {\displaystyle (i,j)}, соответствующими подстрокам {\displaystyle s[i..j]}. Навигация в узлах организуется теми же способами, что и в обычном префиксном дереве, но символами-ссылками служат первые символы в метках на рёбрах узел-сын: например, в сжатом префиксном дереве на рисунке узел, соответствующий строке «вест», имеет трёх сыновей и символами-ссылками в данном узле служат «и», «н», «ь», которые являются первыми символами в метках «иб», «ник», «ь» на рёбрах узел-сын. Можно показать, что сжатое префиксное дерево для набора строк {\displaystyle s_{1},s_{2},\ldots ,s_{k}} имеет всего не более {\displaystyle 2k} узлов и, таким образом, занимает {\displaystyle O(k)} памяти, если не считать память необходимую для хранения самих строк {\displaystyle s_{1},s_{2},\ldots ,s_{k}}.

### Операции над сжатым префиксным деревом
Операции запроса, удаления и вставки в сжатом префиксном дереве можно выполнять так же, как и в обычном префиксном дереве, при помощи спуска из корня. При этом алгоритм становится несколько более сложным из-за необходимости при спуске по рёбрам, помеченным строками длины два и более, читать содержимое метки из соответствующей подстроки одной из строк {\displaystyle s_{1},s_{2},\ldots ,s_{k}}. Теоретически время работы такого алгоритма можно оценить так же, как и для обычного префиксного дерева (то есть как {\displaystyle O(n\sigma )}, {\displaystyle O(n\log \sigma )}, {\displaystyle O(n)} в зависимости от организации навигации в узлах), но на практике операции над сжатым префиксным деревом нередко оказываются быстрее из-за того, что большая часть пути от корня до узла проходит по рёбрам и нет необходимости часто обращаться к структурам данных в узлах.
Если длины всех строк {\displaystyle s_{i}} сравнительно невелики (например, в пределах длины одной кэш линии, которая на многих современных процессорах составляет 64 байта), то промахов кэша, вызванных частыми перескоками между различными метками, можно избежать с помощью другого метода спуска по дереву (как раз этот метод был описан в статье Моррисона). Для примера рассмотрим алгоритм поиска длиннейшего префикса заданной строки {\displaystyle t}, который можно прочитать на пути из корня до какого-то узла в данном сжатом префиксном дереве; остальные операции можно реализовать по аналогии.
Алгоритм заключается в том, чтобы первым проходом опросить только узлы дерева, пропуская рёбра, и, таким образом, спустившись как можно ниже в дереве, найти строку {\displaystyle s_{i}} из множества {\displaystyle s_{1},s_{2},\ldots ,s_{k}}, имеющую самый длинный общий префикс со строкой {\displaystyle t}. Затем нужно вычислить общий префикс {\displaystyle t} и {\displaystyle s_{i}} обычным наивным алгоритмом и вернуть результат. В представленном ниже C-подобном псевдокоде s[i] обозначает строку {\displaystyle s_{i}}, root обозначает корень дерева, и каждый узел x содержит следующие поля/методы: x->len — длина метки на ребре от x к отцу x; x->child(c) — ссылка на сына узла x, соединённого с x ребром с меткой, начинающейся с символа c, или nullptr, если такого сына нет; x->src — число, такое что строка на пути от корня к x является префиксом строки {\displaystyle s_{x{-}{>}src}}.
```
size_t
 
find_longest_prefix
(
string
 
t
)
 
{

  
struct
 
node_t
 
*
x
 
=
 
root
;

  
for
 
(
size_t
 
i
 
=
 
0
;
 
i
 
<
 
t
.
length
();
 
i
 
+=
 
x
->
len
)

    
if
 
(
x
->
child
(
t
[
i
])
 
!=
 
nullptr
)
 
x
 
=
 
x
->
child
(
t
[
i
]);

    
else
 
break
;

  
return
 
длина
 
общего
 
префикса
 
t
 
и
 
s
[
x
->
src
];

}

```

## Приложения
Структура широко применяется в алгоритмах поиска и других приложениях.
- Префиксное дерево используется в алгоритме Ахо — Корасик для поиска нескольких строк в заданной строке.
- Также префиксное дерево используется в алгоритме Лемпеля — Зива — Велча.
- Сжатое префиксное дерево, содержащее все суффиксы заданной строки, называется суффиксным деревом и играет важнейшую роль в алгоритмах поиска.
- Сжатое префиксное дерево используется, в частности, для морфологического анализа естественных языков[6].
- Сжатое префиксное дерево является одной из структур данных ядра Linux[7].